# André Mailfert
André Lucien Mailfert est un industriel, ébéniste, peintre, écrivain, né le 6 juillet 1884 à Paris et mort le 27 avril 1943 aux Mées (Alpes-de-Haute-Provence).

## Biographie
André Mailfert est né le 6 juillet 1884 dans le 11e arrondissement de Paris. Il a créé à Orléans en 1904 une entreprise fabriquant de faux meubles anciens.
Il compte parmi les faussaires en meubles les plus connus, parce qu’il a raconté sa vie dans un livre de mémoires, où il avoue avoir produit de toutes pièces de faux meubles anciens, sur une grande échelle, et dans l’intention délibérée de permettre à ses clients de tromper leurs propres clients, antiquaires et collectionneurs. Il avait compris qu'en matière de meubles anciens, une patine subtilement travaillée et appliquée sur des meubles réalisés selon les techniques traditionnelles de l'ébénisterie et des bois anciens, rendait difficile voire impossible la distinction entre vrai et faux.
André Mailfert a aussi été dans les années 1910 le président de l'aéroclub d'Orléans. À ce titre il a organisé plusieurs meetings aériens à l'aérodrome des Groues au nord d'Orléans. Aviateur lui-même, il a rendu hommage aux pilotes qui se sont illustrés pendant la Première Guerre mondiale dans un recueil de poèmes intitulé Les Aigles, préfacé par Edmond Rostand. Il est le frère du lieutenant Georges Mailfert, un des pionniers de l'aviation militaire, qui a donné son nom à la base aérienne DA 273 à Romorantin (41).

### Un faussaire célèbre
Il raconte, dans son livre de souvenirs Au Pays des antiquaires, comment, avec les quelque deux cents ébénistes, menuisiers, doreurs, patineurs… que compta son entreprise, il produisit des centaines de commodes, tables, trumeaux, sièges, buffets… dont les naïfs acquéreurs n'imaginèrent jamais qu'ils avaient été fabriqués la veille. Jamais avare d'anecdotes, il règle certains comptes avec des membres de la bourgeoisie d'Orléans et se vante d'avoir abusé certaines figures du marché de l'art de l'époque. 
Cependant les photos des meubles qu'il reproduit dans ce livre, permettent de mettre en perspective les propos de l’auteur et la qualité véritable de ses réalisations. Point de chefs-d’œuvre chez Mailfert, mais une production assez provinciale voire rustique, plus destinée à une clientèle à la recherche « d’ancien » qu’à de véritables collectionneurs d’objets d’art. Si Mailfert et son équipe furent doués pour imiter les traces de l’usure du temps, en revanche ils échouèrent à reproduire d’authentiques chefs-d’œuvre du mobilier français du XVIIIe siècle, ou des modèles vraiment dignes d’intérêt, qui aient pu être acquis par des musées ou de grands collectionneurs. On ne peut parler de faussaires de génie. Ceux-ci sont généralement plus discrets. C'est du moins ce qu'il est bon de laisser croire.
Pour donner le ton des mystifications pratiquées par Mailfert, celui-ci rapporte avoir employé à Orléans, un menuisier nommé Dubois, comme le grand ébéniste Jacques Dubois, et qu'il lui faisait signer avec une estampille toutes sortes de sièges Louis XV qu'il réalisait. Ceci sans s'émouvoir que l'authentique Dubois ne réalisait que des meubles d'ébénisterie de très grande qualité, et en aucun cas des sièges qui étaient réalisés par des artisans appartenant à la corporation des menuisiers. L'estampille « I.DUBOIS » portée sur un siège, quel qu'il soit, n'a aucun sens pour un expert en mobilier, si ce n'est qu'elle est aberrante et constitue la marque d'un faux grossier ; de même qu'elle traduit chez Mailfert l'ignorance des règles de fonctionnement des corporations aux XVIIIe siècle. Mais la connaissance historique du mobilier, l'étude du travail des ébénistes du XVIIIe siècle, n'était au début du XXe siècle pas aussi développée et accessible qu'elle ne l'est aujourd'hui. En outre, le goût pour les meubles anciens était plus répandu dans la société, et les amateurs plus enclins à se satisfaire d'avoir fait une bonne trouvaille.

### L'école de la Loire
Son invention la plus originale consista sans doute, dans les années 1930, à proposer des meubles d'une certaine « école de la Loire » ; s'inscrivant dans la lignée de J.-F. Hardy, ébéniste du XVIIIe siècle… parfaitement inconnu, puisque Mailfert l'avait purement et simplement inventé. Poussé par son goût du canular et son sens du commerce, André Mailfert fit réaliser par un peintre un « mauvais » portrait de l'ébéniste en perruque, publier dans la presse spécialisée des articles sur ce maître redécouvert. Il rédigea (il signe discrètement de ses initiales) une remarquable introduction à un somptueux catalogue des Meubles de l'école de la Loire (1932), où il retrace la vie de celui dont il prétendait avoir redécouvert l'œuvre. Ces copies produites par Mailfert étaient distribuées par Maurice Aerts, un improbable décorateur de Bruxelles qui lui servait de vitrine[réf. nécessaire]. Inventer un style, proposer des copies de ce qui n'a jamais existé, orchestrer avec humour une campagne publicitaire audacieuse et sans scrupules pour relancer son entreprise, tels furent les traits de génie de ce maître ès solutions imaginaires.
Son entreprise et son label furent repris en 1935 par la famille Amos, qui poursuivit jusque dans les années 1990 la production de copies d'ancien. D'abord installés au 26, rue Notre-Dame de Recouvrance, dans l'hôtel Toutin, ensuite dédié à l'administration et à l'exposition, les ateliers furent installés au 29 de la même rue, puis, dans les années 70 dans la zone industrielle de Saint-Jean de la Ruelle. 
Aujourd'hui, le terme de« meubles Mailfert » est parfois utilisé pour désigner des copies anciennes de meubles. Ils sont toujours recherchés par certains amateurs de mobilier de charme, qui les préfèrent aux ouvrages authentiques du XVIIIe siècle, plus raffinés, trop précieux et plus chers. Les meubles Mailfert à proprement parler, portant la marque au feu de la Salamandre sont, eux, toujours recherchés.

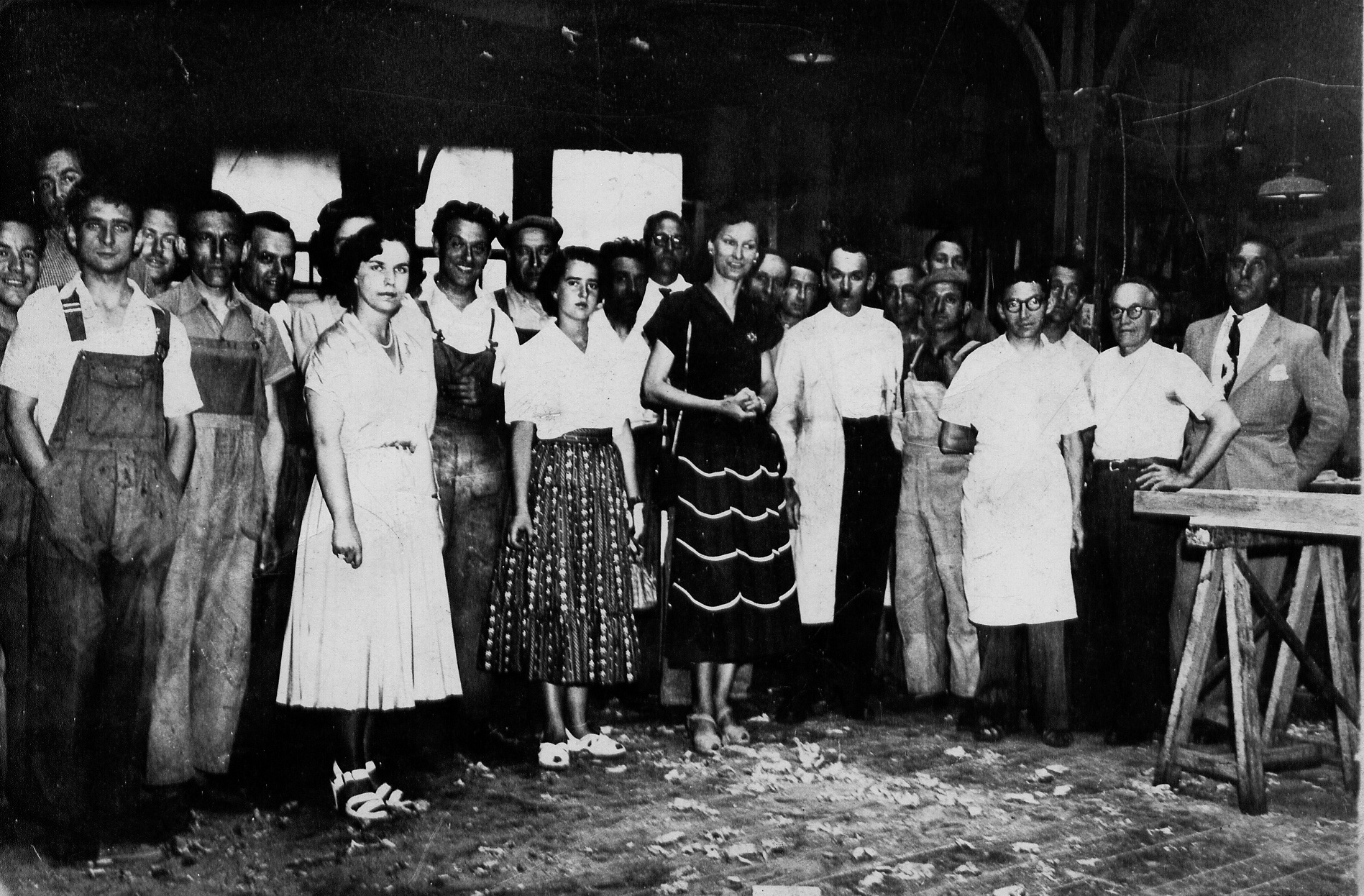
L'atelier Mailfert-Amos (v. 1950) 29, rue N.-D. de Recouvrance.

## Publications
- Les Meubles de l'école de la Loire (catalogue de 1932, Orléans, 52 p. richement illustrées, avec des descriptifs savoureux des différents modèles proposés).
- André Mailfert Les Aigles (Préface d'Edmond Rostand) publié sous le haut patronage du Ministère de l'Air, éd. Figuière (264 p., Paris, 1929)
- André Mailfert  Au Pays des antiquaires, confidences d'un maquilleur professionnel éd. Flammarion (185 p., nombreuses rééditions)
- André Mailfert Le Verdon - textes, poésies, tableaux, (éd. du Musée de Verdon, Castellane, 24 p., 1938)
- André Mailfert  Au Pays des antiquaires, confidences d'un maquilleur professionnel, Corsaire Éditions 2018,  Édition présentée et annotée par Josiane Guibert.